# غزو طرابلس (1095)
غزو طرابلس (1095),  هي محاولة غزو تركي لطرابلس نجحت مؤقتا قبل أن يفشلها تميم بن المعز.

## الحرب

### غزو شاه ملك لطرابلس
كان شاه ملك أميراً تركياً من الغز، حصل له ظرف جعله يخرج من بلده و معه 100 فارس، نزل بمصر ضيفا قبل أن يتم طرده لسبب ما، فهرب هو و أصحابه و حصلو على أسلحة و خيول بالحيلة و اتجهوا نحو طرابلس الغرب عام 488هـ \ 1095، آنذاك كانت محكومة من خليفة بن خزرون (أو مقلّد بن تميم)، و كان شعبه يبغضه لاستبداده و تسلطه، فتواصل شاه ملك مع بعض الناس و نسق معهم إسقاط المدينة، فيهاجم هو و يفتحون له الأبواب، و تم ذلك و فر خليفة و صار شاه ملك حاكم طرابلس.

### حصار تميم بن المعز
و رغم ذلك، فإن دوام الحال من المحال، في نفس العام و عندما سمع تميم بن المعز بأخبار ما حصل، أرسل جيش لحصار المدينة، حيث من الممكن أن يسبب النضام الجديد خطراً جديداً على إفريقية، و حاصر الجيش الباديسي طرابلس حصاراً شديداً، و ضاق الحال بها حتى استسلم الناس و فتحوا الأبواب، و استسلم شاه ملك فاعتقله جيش تميم و أخذوه، و بعده تولى أمر طرابلس محمد بن خزرون بن خليفة بن ورو، أي حفيد ابن عم الحاكم السابق.